# The Cherrytree Sessions (Keane)
The Cherrytree Sessions è il terzo EP del gruppo musicale britannico Keane, pubblicato il 5 maggio 2009 dalla Interscope Records.

## Descrizione
Pubblicato esclusivamente negli Stati Uniti, The Cherrytree Sessions contiene tre brani eseguiti dal vivo in versione acustica nella sede della Cherrytree Records.

## Tracce
1. Perfect Symmetry (Live at the Cherrytree House) – 5:05
2. Somewhere Only We Know (Live at the Cherrytree House) – 4:00
3. The Lovers Are Losing (Live at the Cherrytree House) – 4:19

## Formazione
- Tom Chaplin – voce
- Tim Rice-Oxley – pianoforte, cori
- Richard Hughes – batteria, cori